# Трио-соната
Трио-соната (итал. trio - трио и итал. sonare — звучать) — форма камерной инструментальной музыки XVII—XVIII веков (эпохи барокко).

## Краткий обзор
Обычно трио-соната сочинялась для двух солирующих инструментов (двух скрипок, скрипки и флейты, скрипки и гобоя) и basso continuo, представленного виолончелью (или басовой виолой да гамба) и клавишным инструментом (часто — клавесином). Сольные партии равнозначны, а бас, как правило, менее активен.
Эпохой расцвета трио-сонаты во всех европейских музыкальных центрах считается период с 1625 по 1750 годы. Позже ввиду отмирания basso continuo как функционально необходимого элемента композиции, трио-соната эволюционировала в струнный квартет. Основные типы трио-сонаты — sonata da chiesa и sonata da camera. Структура трио-сонат может быть представлена единственным мелодическим инструментом и облигатным клавиром; некоторые сонаты существуют в обеих формах.
В XVII веке итальянские церковные сонаты a due (две партии) и a tre (три партии) были написаны для двух или трех инструментов и генерал-баса; басовые инструменты, исполняющие мелодическую партию, принимали полное участие в контрапунктическом диалоге, который в упрощённом виде был представлен в аккордовом basso continuo.